# Gli angeli della domenica
Gli angeli della domenica (Søndagsengler) è un film del 1996 diretto da Berit Nesheim. 
Fu candidato all'Oscar al miglior film straniero.